# یواس‌اس ماندلتا (آی‌دی-۱۳۰۱)
یواس‌اس ماندلتا (آی‌دی-۱۳۰۱) (به انگلیسی: USS Mundelta (ID-1301)) یک کشتی بود که طول آن ۳۸۵ فوت (۱۱۷ متر) بود. این کشتی در سال ۱۹۱۷ ساخته شد.